# رويال أرينا
رويال أرينا  هي صالة مغطاة متعددة الإستخدامات تقع في كوبنهاغن.
بدأ بناء الصالة في 26 يونيو 2013 وانتهت في فبراير 2017.الصالة تتسع لحوالي 13 ألف مشجع للأحداث الرياضية و 16 ألف للحفلات الموسيقية.